# 이시하라 다쿠
이시하라 다쿠(일본어: 石原 卓, 1988년 10월 3일 ~ )는 일본의 전 축구 선수이다.

## 구단 경력
과거 요코하마 F. 마리노스, 도쿠시마 보르티스에서 활동하였다.